# Irenej (patriarcha)
Vladyka Irenej (též Irinej, Irinej Nišský, srbsky Иринеј, občanským jménem Miroslav Gavrilović; 28. srpna 1930, Vidov u Čačaku – 20. listopadu 2020, Bělehrad) byl patriarcha srbské pravoslavné církve, od roku 2010 metropolita bělehradský a karlovický, arcibiskup pećský, patriarcha Srbské pravoslavné církve.

## Život
Irenej navštěvoval nejprve gymnázium v Čačaku a poté nastoupil studium na teologické škole v Prizrenu. Následně studoval na teologické fakultě v Bělehradě. Po své vojenské službě v Titově armádě byl roku 1959 patriarchou Germanem postřižen na mnicha a přijal jméno Irinej. V letech 1959 až 1968 vyučoval jako profesor na teologické škole v Prizrenu. Po svých studiích v Aténách se stal řídícím řádové školy v ostrožském klášteře, a v letech 1971 až 1974 byl opět činný jako profesor v Prizrenu. Roku 1974 byl zvolen biskupem moravickým a vikářem patriarchy Germana, roku 1975 biskupem nišským. V Niši pak strávil dalších 35 let.
22. ledna 2010 byl Irinej jako následník Pavla zvolen novým patriarchou srbské pravoslavné církve, resp. vylosován v formou „apoštolské volby“: Nejprve se jedná tajně, dokud se duchovní hodnostáři neshodnou na třech kandidátech. Poté vybraný mnich zamíchá uzavřené obálky se jmény biskupů a vylosuje patriarchu. K tomu je symbolicky přizván Duch svatý, který je tak spoluzodpovědný za volbu nového patriarchy. Tento volební systém byl zaveden mj. proto, aby byla zachována církevní autonomie a omezen vliv světské moci při volbách patriarchů.
Intronizace se konala 23. ledna 2010 v bělehradské katedrále sv. Sávy.
Zemřel 20. listopadu 2020 poté, co se nakazil covidem-19.